# راشيل كامبل
راشيل كامبل (من مواليد 30 أكتوبر 1956) هي عداءة كندية. شاركت في سباق 400 متر نساء في أولمبياد 1976 الصيفية . فازت بميدالية ذهبية في دورة ألعاب عموم أمريكا لعام 1975 ، 4 × 400 متر (مع جويس سادويك ، ومارجريت ماكجوين ، وجوان ماك تاغار ).  كما فازت بالميدالية البرونزية في سباق 4 × 400 متر في دورة ألعاب الكومنولث عام 1978 .

## روابط خارجية
- راشيل كامبل على موقع أوليمبيديا (الإنجليزية)
- راشيل كامبل على موقع اللجنة الأولمبية الكندية (الإنجليزية)
- راشيل كامبل على موقع اتحاد ألعاب الكومنولث (مؤرشف) (الإنجليزية)